# Johann Christoph Marci

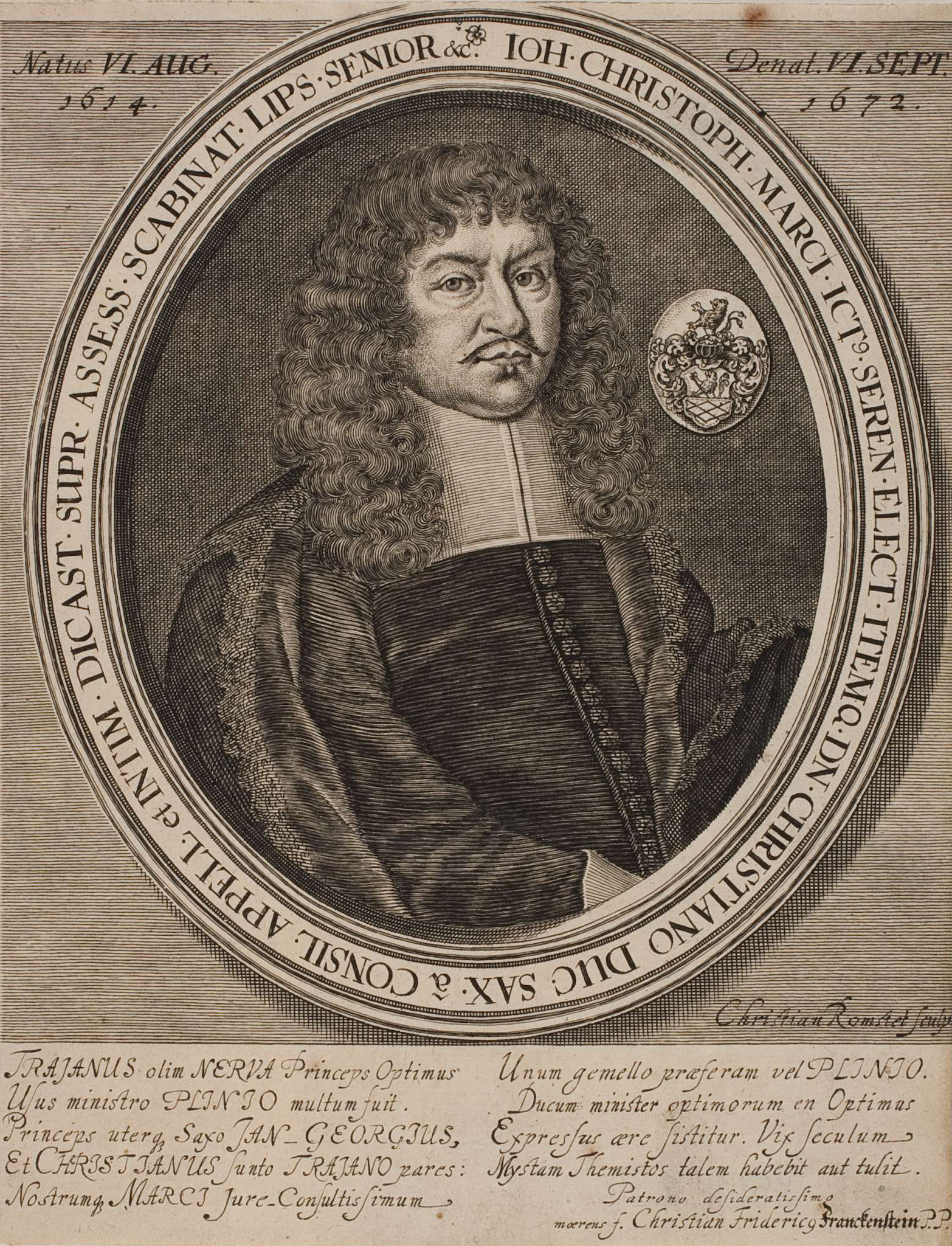
Johann Christoph Marci, Kupferstich von Christian Romstet, 1773, mit Gedenkspruch von Christian Friedrich Franckenstein

Johann Christoph Marci (auch: Marzi; * 6. August 1614 in Leipzig; † 6. September 1672 in Hirschfeld, Niederhessen) war ein deutscher Jurist und sächsischer Politiker.

## Leben
Der Sohn des aus Neustadt in Sachsen stammenden Notars Christoph Marci († 19. September 1618 in Leipzig) und dessen Frau Anna († 31. Oktober 1633 in Leipzig), der Tochter des Leipziger Goldschmiedes Peter Cramer und dessen Frau Catharina Hertel, wurde nach dem frühen Tod seines Vaters seinem Taufpaten Johann Cramer zur Ausbildung anvertraut. Dieser sorgte dafür, dass der junge Johann Christoph bereits im Alter von vier Jahren einen Privatlehrer bekam. Nach dem Tod seines Onkels kehrte er zur Mutter zurück, die ihn auf die Leipziger Nikolaischule schickte und ihm nachfolgend ein Studium der philosophischen Wissenschaften an der Universität Leipzig ermöglichte.
Hier erlangte er 1630 den niedersten akademischen Grad eines Baccalaureus, avancierte 1634 zum Magister der Philosophie und unternahm 1639 Reisen nach Holland, Dänemark, Rostock und Hamburg, wo er sich an den dortigen Hochschulen weiterbildete. 1644 ging er an die Universität Straßburg, wo er drei Jahre lang ein Studium der Jurisprudenz und Politik absolvierte und am 28. März 1644 zum Doktor der Rechte promovierte. Anschließend bereiste er weitere Städte und war Hauslehrer einiger adliger Söhne, mit denen er ebenfalls Bildungsreisen absolvierte, die ihn auch nach Luxemburg, England und Frankreich führten.
1647 kehrte er nach Leipzig zurück, wurde zunächst Substitut und 1649 Assessor am Leipziger Schöppenstuhl und hielt Privatvorlesungen an der Leipziger Universität. 1653 ernannte ihn Herzog Christian von Sachsen Merseburg zum Hofrat. Ein Jahr später wurde er Assessor am Leipziger Hofgericht und 1657 Geheimrat und Kanzler des Herzogs Christian von Sachsen-Merseburg. 1661 wurde er aus seiner Tätigkeit am Leipziger Schöppenstuhl entlassen und zog nach Merseburg. Doch 1666 berief ihn Kurfürst Johann Georg II. von Sachsen zum kurfürstlich sächsischen Appellationsrat; mit der Rückkehr nach Leipzig übernahm er das Amt des Seniors am Leipziger Schöppenstuhl.
Marci, der beim großen Brand in Merseburg 1662 seine umfangreiche Bibliothek und Habe verloren hatte, erlitt auf der Rückreise von einer Kur in Bad Schwalbach einen Herzinfarkt, der mit einer einseitigen Lähmung verbunden war. Daher wurde er nach Hirschfeld gebracht, um medizinisch versorgt zu werden. Dort erlitt er einen epileptischen Anfall und verstarb. Seinen Leichnam überführte man in seine Heimatstadt, wo er am 20. September 1672 in der Leipziger Paulinerkirche begraben wurde.

## Familie

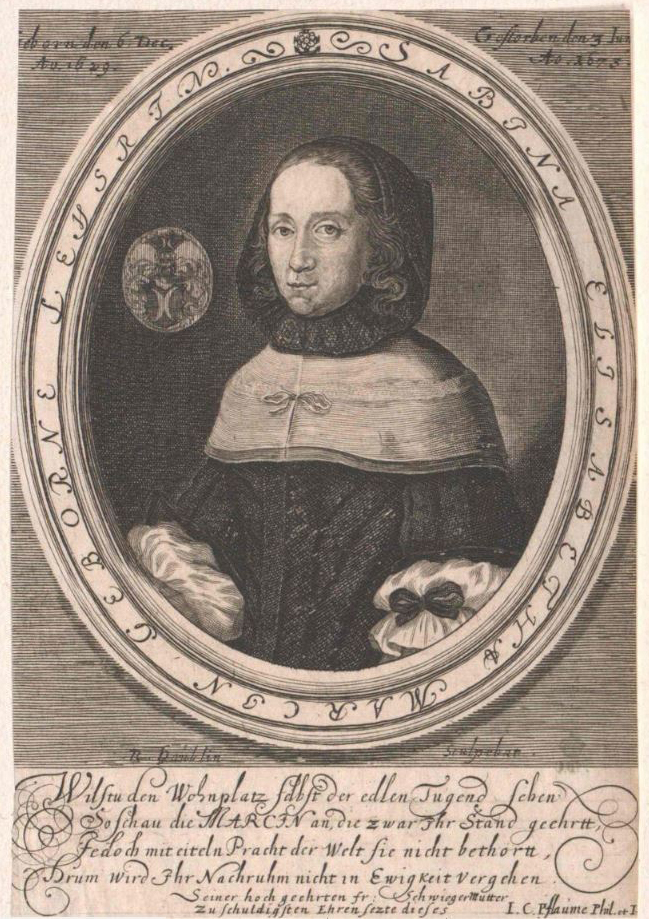
Sabina Elisabetha Marci, geb. Leyser, mit Gedenkspruch von ihrem Schwiegersohn Johann Caspar Pflaume

Marci heiratete am 19. September 1648 Sabina Elisabetha (* 6. Dezember 1629 in Leipzig; † 3. Juni 1673 ebenda), die Tochter des Theologen Polykarp Leyser II. Aus der Ehe gingen fünf Söhne und sechs Töchter hervor, wovon zwei Söhne und zwei Töchter jung vor ihrem Vater verstarben. Von den Kindern sind bekannt
- Polycarp Marci I. († jung)
- Christian Benedikt Marci († jung)
- Sabina Elisabeth Marci (* 1650 † 1667)
- Johanna Regina Marci († jung)
- Anna Maria Marci verh. 1671 mit Johann Caspar Pflaume
- Polycarp Marci II. Jurist
- Dorothea Marci
- Johann Christian Marci
- Christiana Sophia Marci
- Sabina Elisabeth Marci
- Johann Christoph Marci